# Gosławice Wąskotorowe
Gosławice Wąskotorowe – zlikwidowany wąskotorowy przystanek kolejowy w Gosławicach (dzielnica Konina) na wąskotorowej linii kolejowej Anastazewo – Konin Wąskotorowy, w powiecie konińskim, w województwie wielkopolskim, w Polsce.